# Korona Kielce w sezonie 2005/2006
Sezon 2005/2006 był 32. w historii Korony Kielce, zaś pierwszym w Ekstraklasie. Przez całe rozgrywki rolę trenera pełnił Ryszard Wieczorek.
31 maja 2005 roku, Korona pokonała na wyjeździe GKS Bełchatów 2:1 i po raz pierwszy w historii klubu awansowała do Ekstraklasy. Gola dającego zwycięstwo strzelił wówczas wychowanek kieleckiej ekipy, Dariusz Kozubek. Niecałe dwa miesiące później – 26 lipca – Korona rozegrała swój pierwszy mecz w najwyższej klasie rozgrywkowej w Polsce. Do Kielc przyjechał zespół Cracovii, a spotkanie zakończyło się bezbramkowym remisem. Pierwszego gola dla Korony w Ekstraklasie zdobył Paweł Golański, który w meczu z Pogonią Szczecin w czterdziestej minucie spotkania pokonał bramkarza Portowców, Bartosza Fabiniaka. Swoje pierwsze zwycięstwo w najwyższej polskiej klasie rozgrywkowej Złocistokrwiści  odnieśli 20 sierpnia, kiedy to wygrali u siebie z Polonią Warszawa. Hat-trickiem w tamtym spotkaniu popisał się Grzegorz Piechna. Beniaminek w swoim pierwszym sezonie w ekstraklasie zajął bardzo dobre 5. miejsce, a ponadto jego napastnik, Grzegorz Piechna został Królem strzelców z dorobkiem dwudziestu jeden goli na swoim koncie. Mistrzem Polski został zespół Legii Warszawa.
W rozgrywkach Pucharu Polski Korona doszła do półfinału w którym została pokonana przez Zagłębie Lubin. Złocistokrwiści  wyeliminowali wcześniej UKS Mazowsze Płock, Groclin Grodzisk Wielkopolski oraz Legię Warszawa. Po Puchar Polski w sezonie 2005/2006 sięgnęli piłkarze Wisły Płock.

## Ekstraklasa

### Tabela
| Poz. | Klub                             | M  | Pkt. | Mecze | Mecze | Mecze | Bramki | Bramki |
| Poz. | Klub                             | M  | Pkt. | zwy.  | rem.  | por.  | zdob.  | stra.  |
| ---- | -------------------------------- | -- | ---- | ----- | ----- | ----- | ------ | ------ |
| 1.   | Legia Warszawa                   | 30 | 66   | 20    | 6     | 4     | 47     | 17     |
| 2    | Wisła Kraków                     | 30 | 64   | 19    | 7     | 4     | 50     | 20     |
| 3    | Zagłębie Lubin                   | 30 | 49   | 14    | 7     | 9     | 45     | 32     |
| 4    | Amica Wronki                     | 30 | 49   | 14    | 7     | 9     | 50     | 28     |
| 5    | Korona Kielce                    | 30 | 47   | 12    | 11    | 7     | 46     | 44     |
| 6    | Odra Wodzisław Śląski            | 30 | 40   | 10    | 10    | 10    | 23     | 27     |
| 7    | Dyskobolia Grodzisk Wielkopolski | 30 | 37   | 10    | 7     | 13    | 37     | 45     |
| 8    | GKS Bełchatów                    | 30 | 37   | 9     | 10    | 11    | 30     | 32     |
| 9    | Cracovia                         | 30 | 37   | 10    | 7     | 13    | 32     | 44     |
| 10   | Pogoń Szczecin                   | 30 | 37   | 9     | 10    | 11    | 29     | 34     |
| 11   | Wisła Płock                      | 30 | 34   | 10    | 4     | 16    | 30     | 45     |
| 12   | Górnik Łęczna                    | 30 | 33   | 7     | 12    | 11    | 23     | 31     |
| 13   | Górnik Zabrze                    | 30 | 29   | 8     | 5     | 17    | 29     | 46     |
| 14   | Arka Gdynia                      | 30 | 27   | 4     | 15    | 11    | 21     | 33     |
| 15   | Polonia Warszawa                 | 30 | 25   | 6     | 7     | 17    | 20     | 45     |
| 16   | Lech Poznań                      | 30 | 42   | 11    | 9     | 10    | 45     | 45     |

| Legenda:                     |
| 2. runda elim. Ligi Mistrzów |
| 2. runda elim. Pucharu UEFA  |
| 1. runda elim. Pucharu UEFA  |
| 2. runda Puchar Intertoto    |
| baraże                       |
| spadek                       |

### Mecze
| 26 lipca 2005 17:30 | Korona Kielce | 0:0 | Cracovia | Stadion Korony Kielce Widzów: 7000 Sędzia: Marek Ryżek |
|                     |               |     |          |                                                        |

| 30 lipca 2005 17:00 | Korona Kielce | 0:10:0 | Odra Wodzisław · Marek Szyndrowski (s) 67' | Stadion Korony Kielce Widzów: 5500 Sędzia: Paweł Gil |
|                     |               |        |                                            |                                                      |

| 7 sierpnia 2005 18:30 | Pogoń Szczecin · Edi Andradina 8' · François Endene Elokan 51' · Edi Andradina 68' · Piotr Celeban 85' | 4:21:1 | Korona Kielce · Paweł Golański 39' · Przemysław Cichoń 58' | Stadion Miejski w Szczecinie Widzów: 9000 Sędzia: Marek Mikołajewski |
|                       | |        |                                                            |                                                                      |

| 20 sierpnia 2005 18:30 | Korona Kielce · Grzegorz Piechna 4' · Grzegorz Piechna 44' · Grzegorz Piechna (k) 83' | 3:22:0 | Polonia Warszawa · Igor Gołaszewski 55' · Wojciech Szymanek 78' | Stadion Korony Kielce Widzów: 5500 Sędzia: Tomasz Mikulski |
|                        |                                                                                       |        |                                                                 |                                                            |

| 26 sierpnia 2005 20:00 | Lech Poznań | 0:0 | Korona Kielce | Stadion Miejski w Poznaniu Widzów: 10 000 Sędzia: Grzegorz Gilewski |
|                        |             |     |               |                                                                     |

| 10 września 2005 15:30 | Korona Kielce · Grzegorz Piechna 11' · Grzegorz Bonin 49' | 2:31:2 | Wisła Płock · Ireneusz Jeleń 14' · Sead Zilić 39' · Žarko Belada (k) 63' | Stadion Korony Kielce Widzów: 6000 Sędzia: Leszek Gawron |
|                        |                                                           |        |                                                                          |                                                          |

| 17 września 2005 18:00 | Zagłębie Lubin · Michał Chałbiński 9' · Andrzej Szczypkowski 45' · Michał Stasiak 90' | 3:32:2 | Korona Kielce · Grzegorz Piechna 38' · Arkadiusz Bilski 42' · Grzegorz Piechna 50' | Stadion Zagłębia Lubin Widzów: 2000 Sędzia: Robert Małek |
|                        |                                                                                       |        |                                                                                    |                                                          |

| 24 września 2005 18:00 | Arka Gdynia | 0:2 | Korona Kielce · Marcin Nowacki 4' · Grzegorz Piechna (k) 42' | Stadion GOSiR Widzów: 7000 Sędzia: Zdzisław Bakaluk |
|                        |             |     |                                                              |                                                     |

| 1 października 2005 14:00 | Korona Kielce · Grzegorz Piechna (k) 36' · Grzegorz Piechna 46' | 2:11:0 | Amica Wronki · Marcin Wasilewski 73' | Stadion Korony Kielce Widzów: 5000 Sędzia: Marcin Borski |
|                           |                                                                 |        |                                      |                                                          |

| 15 października 2005 18:00 | Górnik Zabrze | 0:30:2 | Korona Kielce · Jakub Grzegorzewski 16' · Arkadiusz Bilski 42' · Grzegorz Piechna 67' | Stadion Górnika Zabrze Widzów: 3000 Sędzia: Mariusz Podgórski |
|                            |               |        |                                                                                       |                                                               |

| 23 października 2005 14:30 | Wisła Kraków · Paweł Brożek 8' · Marcin Kuźba 15' | 2:22:0 | Korona Kielce · Grzegorz Piechna 55' · Grzegorz Piechna 75' | Stadion Miejski w Krakowie Widzów: 11 000 Sędzia: Tomasz Pacuda |
|                            |                                                   |        |                                                             |                                                                 |

| 29 października 2005 18:00 | Legia Warszawa · Piotr Włodarczyk 77' | 1:00:0 | Korona Kielce | Stadion Wojska Polskiego w Warszawie Widzów: 1500 Sędzia: Adam Kajzer |
|                            |                                       |        |               |                                                                       |

| 5 listopada 2005 13:30 | Korona Kielce · Hermes 77' | 1:10:0 | Górnik Łęczna · Maciej Bykowski 49' | Stadion Korony Kielce Widzów: 5000 Sędzia: Robert Małek |
|                        |                            |        |                                     |                                                         |

| 19 listopada 2005 18:00 | GKS Bełchatów · Grzegorz Kmiecik 57' | 1:20:2 | Korona Kielce · Grzegorz Piechna 30' · Jakub Grzegorzewski 42' | Stadion GKS-u Bełchatów Widzów: 3000 Sędzia: Tomasz Pacuda |
|                         |                                      |        |                                                                |                                                            |

| 26 listopada 2005 11:00 | Korona Kielce · Grzegorz Piechna 56' · Arkadiusz Bilski 61' · Anatolie Doroș 90' | 3:00:0 | Groclin Grodzisk Wielkopolski | Stadion Korony Kielce Widzów: 4000 Sędzia: Marek Mikołajewski |
|                         |                                                                                  |        |                               |                                                               |

| 4 grudnia 2005 17:00 | Cracovia · Tomasz Moskała 24' · Dariusz Pawlusiński 56' | 2:31:1 | Korona Kielce · Grzegorz Piechna 18' · Grzegorz Piechna 80' · Paweł Golański 85' | Stadion Cracovii Widzów: 5000 Sędzia: Robert Małek |
|                      |                                                         |        |                                                                                  |                                                    |

| 10 grudnia 2005 17:00 | Odra Wodzisław Śląski · Marcin Malinowski 26' | 1:11:0 | Korona Kielce · Tomasz Szewczuk 67' | Stadion Aleja Wodzisław Śląski Widzów: 2500 Sędzia: Krzysztof Słupik |
|                       |                                               |        |                                     |                                                                      |

| 11 marca 2006 18:00 | Polonia Warszawa · Jacek Kowalczyk 90' | 1:10:0 | Korona Kielce · Paweł Sasin 78' | Stadion Polonii Warszawa Widzów: 3000 Sędzia: Adam Kajzer |
|                     |                                        |        |                                 |                                                           |

| 25 marca 2006 18:00 | Wisła Płock · Ireneusz Jeleń (k) 7' | 1:0 | Korona Kielce | Stadion im. Kazimierza Górskiego w Płocku Widzów: 3000 Sędzia: Hubert Siejewicz |
|                     |                                     |     |               |                                                                                 |

| 1 kwietnia 2006 19:30 | Korona Kielce · Krzysztof Gajtkowski 58' | 1:10:0 | Zagłębie Lubin · Dawid Plizga 55' | Stadion Miejski w Kielcach Widzów: 13 000 Sędzia: Grzegorz Gilewski |
|                       |                                          |        |                                   |                                                                     |

| 4 kwietnia 2006 18:30 | Korona Kielce | 0:10:0 | Pogoń Szczecin · Edi Andradina 66' | Stadion Miejski w Kielcach Widzów: 8000 Sędzia: Artur Szydłowski |
|                       |               |        |                                    |                                                                  |

| 7 kwietnia 2006 19:00 | Korona Kielce · Robert Bednarek 90' | 1:00:0 | Arka Gdynia | Stadion Miejski w Kielcach Widzów: 8617 Sędzia: Robert Werder |
|                       |                                     |        |             |                                                               |

| 11 kwietnia 2006 20:00 | Amica Wronki | 0:30:2 | Korona Kielce · Grzegorz Piechna 28' · Grzegorz Piechna 30' · Hernâni 77' | Stadion Główny Widzów: 1500 Sędzia: Jacek Granat |
|                        |              |        |                                                                           |                                                  |

| 15 kwietnia 2006 13:30 | Korona Kielce · Krzysztof Gajtkowski 9' · Grzegorz Piechna 23' · Grzegorz Bonin 56' · Grzegorz Piechna 90' | 4:12:0 | Górnik Zabrze · Hernâni (s) 71' | Stadion Miejski w Kielcach Widzów: 9400 Sędzia: Zdzisław Bakaluk |
|                        | |        |                                 |                                                                  |

| 18 kwietnia 2006 18:30 | Korona Kielce · Grzegorz Piechna 63' | 1:10:1 | Lech Poznań · Piotr Reiss 16' | Stadion Miejski w Kielcach Widzów: 10 412 Sędzia: Marek Mikołajewski |
|                        |                                      |        |                               |                                                                      |

| 21 kwietnia 2006 20:00 | Korona Kielce · Krzysztof Gajtkowski 46' | 1:00:0 | Wisła Kraków | Stadion Miejski w Kielcach Widzów: 14 525 Sędzia: Hubert Siejewicz |
|                        |                                          |        |              |                                                                    |

| 29 kwietnia 2006 20:00 | Korona Kielce · Marcin Robak 20' · Grzegorz Bonin 44' | 2:22:0 | Legia Warszawa · Dickson Choto 50' · Piotr Włodarczyk 90' | Stadion Miejski w Kielcach Widzów: 14 525 Sędzia: Krzysztof Słupik |
|                        |                                                       |        |                                                           |                                                                    |

| 6 maja 2006 18:00 | Górnik Łęczna · Jakub Grzegorzewski 31' · Jakub Grzegorzewski 50' · Kamil Oziemczuk 65' | 3:01:0 | Korona Kielce | Stadion Górnika Łęczna Widzów: 5500 Sędzia: Hubert Siejewicz |
|                   |                                                                                         |        |               |                                                              |

| 10 maja 2006 18:00 | Korona Kielce | 0:0 | GKS Bełchatów | Stadion Miejski w Kielcach Widzów: 11 811 Sędzia: Jacek Granat |
|                    |               |     |               |                                                                |

| 13 maja 2006 17:00 | Groclin Grodzisk Wielkopolski | 0:30:0 | Korona Kielce · Marcin Robak 26' · Krzysztof Gajtkowski 46' · Mariusz Zganiacz (k) 71' | Stadion Dyskobolii Grodzisk Wielkopolski Widzów: 1000 Sędzia: Robert Werder |
|                    |                               |        |                                                                                        |                                                                             |

## Puchar Polski

### II Runda
| 21 września 2005 15:30 | UKS Mazowsze Płock | 0:30:0 | Korona Kielce · Jakub Grzegorzewski 28' · Dariusz Kozubek 34' · Robert Kolendowicz 79' | Stadion Mazowsza Płock Widzów: 800 Sędzia: Marek Ryżek |
|                        |                    |        |                                                                                        |                                                        |

| 26 października 2005 14:00 | Korona Kielce · Anatolie Doroș 28' · Grzegorz Bonin 67' · Grzegorz Piechna 82' | 3:00:0 | UKS Mazowsze Płock | Stadion Korony Kielce Widzów: 1000 Sędzia: Marek Kowal |
|                            |                                                                                |        |                    |                                                        |

### 1/8 finału
| 10 listopada 2005 12:00 | Groclin Grodzisk Wielkopolski · Adrian Sikora 30' · Paweł Golański (s) 90' | 2:21:2 | Korona Kielce · Arkadiusz Bilski 4' · Grzegorz Piechna 13' | Stadion Dyskobolii Grodzisk Wielkopolski Widzów: 400 Sędzia: Mirosław Ryszka |
|                         |                                                                            |        |                                                            |                                                                              |

| 23 listopada 2005 14:00 | Korona Kielce · Grzegorz Piechna 24' · Jakub Grzegorzewski 82' | 2:11:0 | Groclin Grodzisk Wielkopolski · Piotr Rocki (k) 73' | Stadion Korony Kielce Widzów: 1000 Sędzia: Tomasz Witkowski |
|                         |                                                                |        |                                                     |                                                             |

### 1/4 finału
| 30 listopada 2005 17:00 | Legia Warszawa · Dawid Janczyk 11' · Dickson Choto 57' | 2:01:0 | Korona Kielce | Stadion Wojska Polskiego w Warszawie Widzów: 3000 Sędzia: Paweł Gil |
|                         |                                                        |        |               |                                                                     |

| 7 marca 2006 13:30 | Korona Kielce · Arkadiusz Bilski 23' · Krzysztof Gajtkowski 70' · Grzegorz Piechna 95' | 3:01:0 | Legia Warszawa | Stadion Korony Kielce Widzów: 3000 Sędzia: Piotr Siedlecki |
|                    |                                                                                        |        |                |                                                            |

### 1/2 finału
| 14 marca 2006 18:00 | Zagłębie Lubin · Wojciech Łobodziński 42' · Michał Chałbiński 52' | 2:01:0 | Korona Kielce | Stadion Zagłębia Lubin Widzów: 1000 Sędzia: Jarosław Żyro |
|                     |                                                                   |        |               |                                                           |

| 21 marca 2006 14:30 | Korona Kielce | 0:0 | Zagłębie Lubin | Stadion Korony Kielce Widzów: 3000 Sędzia: Tomasz Mikulski |
|                     |               |     |                |                                                            |